# Joaquim Adão
Joaquim Adão (* 14. Juli 1992 in Freiburg im Üechtland) ist ein schweizerisch-angolanischer ehemaliger Fußballspieler. Er lief meist im defensiven Mittelfeld auf und war Nationalspieler von Angola.

## Vereinskarriere

### FC Sion II
Ab der Saison 2009/10 gehörte Joaquim Adão zum Kader der zweiten Mannschaft vom FC Sion. Sein Debüt in der 1. Liga gab er am 9. August 2009 bei dem 1:4-Sieg gegen den SC Düdingen. Seine Torpremiere konnte Adão bei der 2:1-Niederlage gegen FC Echallens feiern, als des zwischenzeitliche 1:0 in der 14. Minute erzielte. Die Saison 2011/12 konnte der FC Sion auf den ersten Platz beenden und schafften damit den Aufstieg in die Promotion League, welche die dritthöchste Liga in der Schweiz ist. In der Saison bestritt Adão 22 Spiele und erzielte ein Tor. Sein Debüt in der Promotion League gab er am 7. August 2012 beim 3:0-Sieg gegen Yverdon-Sport FC.

### FC Sion
Der damalige Trainer Didier Tholot ließ Adão zum ersten Mal am 16. Mai 2015 beim 5:1-Sieg gegen den FC St. Gallen auflaufen. Auch in der Saison 2012/13 durfte er ein Spiel für die erste Mannschaft absolvieren. Erst zu der Saison 2012/13 stieg er richtig in die erste Mannschaft auf und gehörte offiziell zum Kader.

### Leihe zum FC Chiasso
Am 5. Juli 2013 wurde Adão zum damaligen Schweizer Zweitligisten FC Chiasso. Unter den damaligen Trainer Ernestino Ramella feierte er bei 1:3-Niederlage gegen den FC Vaduz am 14. Juli 2013 sein Debüt in der Challenge League. Am 31. Dezember 2013 endete die Leihe.

### Stationen in Angola
Nach seiner Leihe zum FC Chiasso kehrte Adão nicht zum FC Sion zurück, sondern wechselte zum angolanischen Fußballverein Progresso Associação do Sambizanga, welcher in der höchsten Liga von Angola namens Girabola. Nach genau einem Jahr verließ er den Verein und wechselte zum Lokalkonkurrenten Kabuscorp FC do Palanca.

### Rückkehr nach Sion
Am 4. August 2015 kehrte Adão aus Angola in die Schweiz zum FC Sion zurück. Sein erstes Spiel nach der Rückkehr bestritt er für die zweite Mannschaft am 22. August 2015 beim 1:1-Unentschieden gegen die zweite Mannschaft des FC St. Gallen. Seine Rückkehr in die erste Mannschaft feierte er beim 2:0-Sieg in der 2. Runde des Schweizer Cups gegen den FC Münsingen und sein Comeback in der Super League durfte er am 1. November 2015 bei der 0:3-Niederlage gegen den FC Lugano bestreiten. Beim torlosen Unentschieden gegen den FC Liverpool in der Gruppenphase der UEFA Europa League durfte Adão sein erstes internationales Spiel absolvieren.

### Rückkehr nach Angola
2020 wechselte er zu CA Petróleos Luanda.

## Nationalmannschaftskarriere
Für ein Freundschaftsspiel gegen den Iran wurde Joaquim Adão zum ersten Mal in die angolanische Nationalmannschaft berufen und bei den torlosen Unentschieden am 30. Mai 2015 durfte er auch sein erstes Spiel für Angola bestreiten. Sein erstes Pflichtspiel bestritt er am 6. September 2015 bei der 1:0-Niederlage gegen Gabun in der Qualifikation für den Africacup.

## Erfolge
- Gewinn der 1. Liga (Gruppe 1): 2011/12 (FC Sion II)
- Aufstieg in die Promotion League: 2012 (FC Sion II)